# Boxer
Boxer[Nota](em alemão:  Deutscher Boxer) é uma raça de cães do tipo dogue, oriunda da Alemanha. A raça descende do extinto Bullenbeisser alemão, que era utilizado para a perseguição e enfrentamento de caça de grande porte, como javalis, touros e ursos.

## História

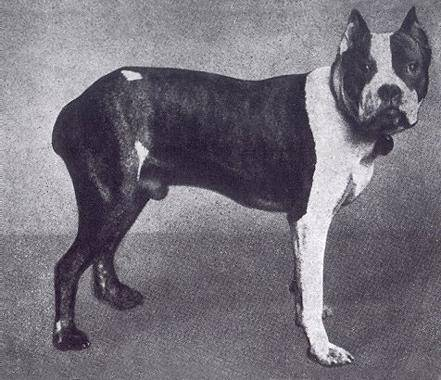
Muhlbauer's Flocki, o primeiro cão Boxer registrado

O Bullenbeisser ("buldogue alemão"), é considerado como o ancestral direto do Boxer. No passado, a criação dos Bullenbeissers ficou na sua maior parte nas mãos dos caçadores com quem trabalhavam durante a caça. Sua tarefa era segurar firmemente a presa que era perseguida pelos cães de faro, até a chegada dos caçadores que a matavam. Para esse trabalho, o cão tinha que ser valente e ter a boca quanto maior possível, com uma dentadura ampla para prender e reter firmemente a caça. Qualquer Bullenbeisser com tais características era o mais indicado para esse trabalho, sendo assim utilizado na criação. Nessa época, apenas a habilidade para o trabalho era critério de seleção para uso na criação. Na última década do século XIX, um trio de criadores (Frederich Robert, Elard Konig, e R. Hopner) liderou um movimento para estabelecimento da raça na Alemanha, e são considerados "pais da raça".
Acredita-se que passaram a cruzar bullenbeissers com o antigo buldogue inglês. Desta seleção surgiu a raça Boxer.
O primeiro boxer registrado foi o cão Muhlbauer's Flocki, na exposição canina de Munique em 1895. O primeiro Clube de criadores de Boxer foi fundado no mesmo ano. Muhlbauer's Flocki era resultado do acasalamento de um antigo buldogue branco com uma fêmea bullenbeisser.

## Características

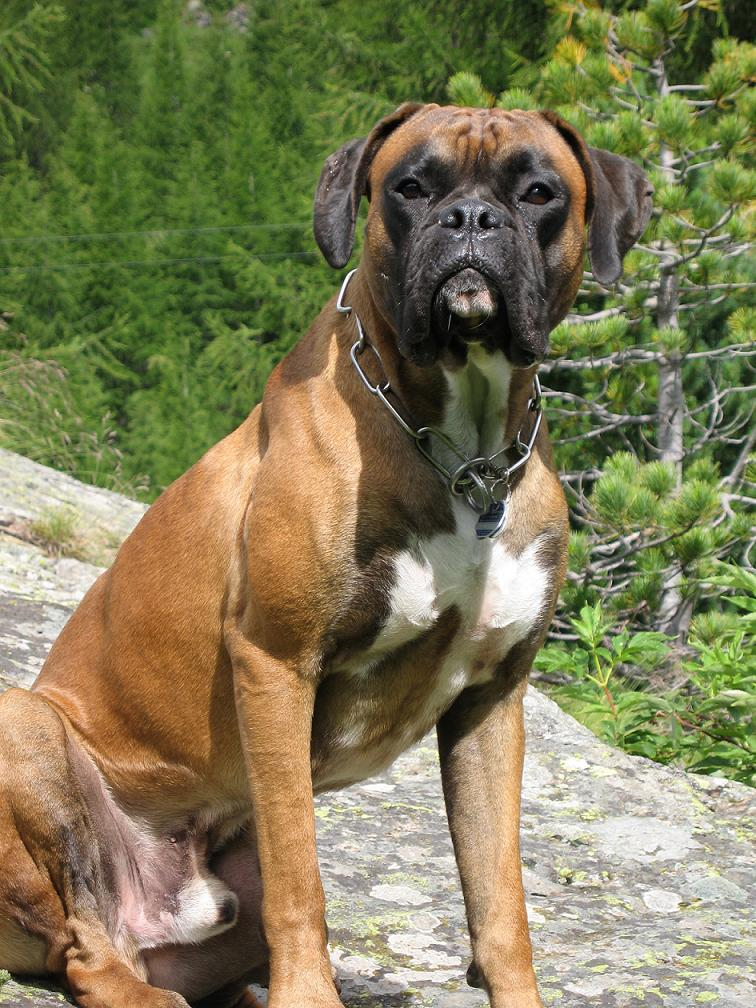
Boxer com orelhas naturais

O Boxer é um cão de tamanho grande, de pelagem curta, dura e rente ao corpo. A coloração é fulvo, tigrado, branco e preto (tigrado reverso) sempre com máscara negra, e pode possuir algumas partes brancas; o boxer branco é considerado fora do padrão. A musculatura é fortemente desenvolvida dando-lhe um porte atlético. De acordo com o padrão da raça, os machos devem medir entre 57 a 63 cm, pesando mais de 30 kg; e as fêmeas cerca de 25 kg, e a altura varia entre 53 a 59 cm na cernelha.
Costuma-se realizar conchectomia (corte de orelhas) e caudectomia (corte de cauda), mas como em muitos países a lei proíbe tais práticas o padrão da raça foi atualizado, não obrigando mais o corte. Começando a ser frequente ver muitos Boxers com cauda natural e sem as orelhas cortadas.

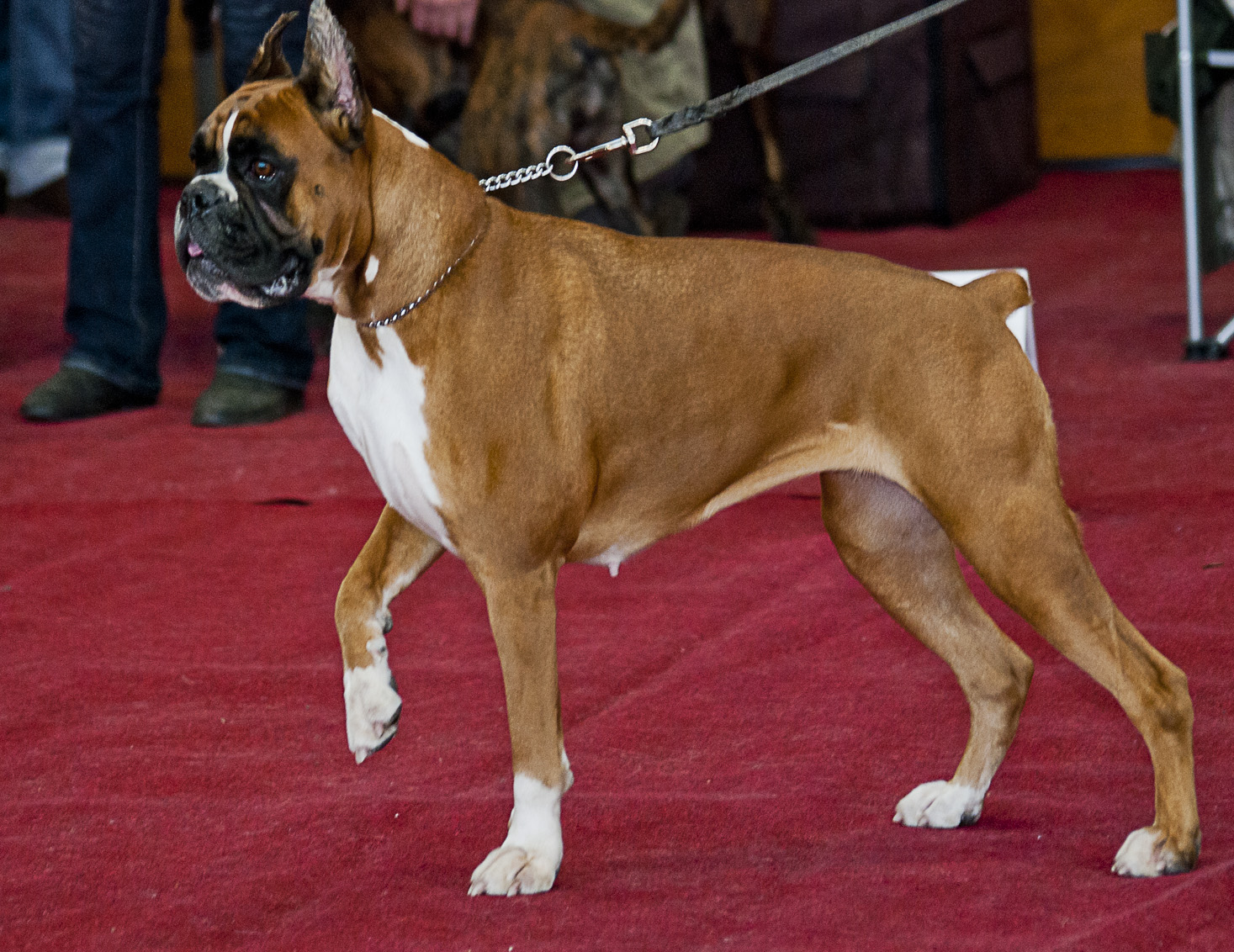
Boxer com cauda e orelhas cortadas

## Saúde
A nível de saúde são normalmente saudáveis, mas podem apresentar algumas doenças como tumores, problemas de displasia da anca (displasia coxofemoral) congênita ou adquirida. O focinho achatado pode gerar dificuldades respiratórias na época de calor; e as doenças cardíacas também podem ser outra preocupação. E, como algumas outras raças de tamanho média/grande por vezes sofre de cardiomiopatia. Os boxers brancos, considerados fora de padrão, podem possuir surdez unilateral ou bilateral e problemas de pele.

## Temperamento

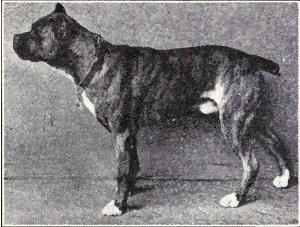
Cão da raça Boxer, 1915

A nível de temperamento são sociáveis, corajosos, valentes e leais, sendo excelentes cães de guarda e de companhia. O Bóxer deve ter nervos firmes,
ser seguro, tranquilo e equilibrado. Sua ligação e fidelidade para com seu dono e sua família, sua vigilância e sua intrépida coragem são conhecidas há muito tempo. Ele é dócil no meio familiar, mas desconfiado com estranhos. Alegre e afetuoso na brincadeira, contudo destemido
quando a situação é seria. Fácil de ser treinado graças a sua inteligência, docilidade, segurança, coragem e mordacidade natural. Gostam de estar perto dos donos, mas não é uma raça que exija estar sempre perto e atenção total. É uma raça muito inteligente, aprendendo rapidamente. 
Como é muito activo e desportista precisa de muito exercício e de grandes caminhadas diárias para o manter em boas condições físicas e comportamentais.
Ao longo dos anos o Boxer tem desempenhado várias funções, como cão militar (nomeadamente na segunda guerra mundial), cão policial(no início do século XX), cão de guarda, cão de caça pesada e cão de companhia. Hoje se restringe à função de guarda e companhia.